# Тоуни, Ричард Генри
Ричард Генри Тоуни (англ. Richard Henry Tawney; 1880—1962) — британский экономический историк, христианский социалист и поборник обучения взрослых. Член лейбористской партии, представитель фабианства. Оказал большое влияние на историческую науку своего времени. В советской и российской историографии известен прежде всего как учёный, поднявший вопрос о социальных предпосылках Английской революции XVII в.

## Биография
Ричард Генри Тоуни родился в Калькутте (Индия) 30 ноября 1880 г. Его отец был ректором Президентского колледжа Калькутты. После переезда в Великобританию Тоуни учился в школе г. Рагби, где познакомился со своим ровесником Уильямом Темплом, будущим архиепископом Кентерберийским. Эту детскую дружбу и взаимное влияние друг на друга они сохранили на всю жизнь.
Изучал новую историю в Баллиол-колледже Оксфордского университета. После окончания университета в 1903 г. жил со своим другом Уильямом Бевериджем в общежитии выпускников «Тойнби-холл», чьи обитатели занимались социальной работой, что глубоко повлияло на его взгляды. Тоуни понял, что для борьбы с бедностью и принесения справедливости в общество усилий отдельных личностей недостаточно; необходимы коренные изменения.
В течение трех лет, начиная с января 1908 г., Тоуни обучал первые классы Workers' Educational Association (WEA) в Лонгтоне, Сток-он-Тренте (впоследствии составившими один город Сток-он-Трент), Рочдейле и Ланкашире. Некоторое время до переезда в Манчестер (после женитьбы на сестре Уильяма Бевериджа Жаннетт) он читал лекции по экономике в Университете Глазго.
Чтобы выполнить необходимую WEA работу, он ездил в Лонгтон на вечерние курсы по пятницам, а затем ехал в Рочдейл на дневные субботние курсы. Тоуни понимал образовательный процесс как двухсторонний: он писал, что учился благодаря этим занятиям и сам, приобретая знания, которые нельзя с легкостью получить по книгам.
В 1912 году в Лондоне издана первая значительная работа Тоуни как историка — «Аграрная проблема в XVI столетии» («The Agrarian Problem in the Sixteenth Century»).
Во время Первой мировой войны Тоуни служил сержантом в 22-м полку Манчестера. Ему была предложена офицерская служба, но он отклонил предложение, следуя своим убеждениям. Участвовал в Битве на Сомме (1916), где был дважды ранен в первый день и пролежал на поле битвы до следующего дня, когда его вынесли оттуда и положили во французский полевой госпиталь, а затем отправили в Англию.
Война навела Тоуни на размышления о первородном грехе. Она также укрепила его в убеждении о крайней необходимости значительных социальных, экономических и политических перемен. В 1918 году он написал большую часть отчета «Christianity and Industrial Problems» — пятого отчета комиссии Церкви Англии, включавшей несколько епископов. Отчет, «задавший тон англиканской послевоенной общественной мысли», отличался социалистическим настроем.

### Политическая и общественная деятельность
В 1906 году вступил в Фабианское общество; в 1921—1933 годах избирался в его руководство. Его коллега по обществу Беатриса Вебб называла его «святым от социализма». В 1909 году Тоуни стал членом Независимой лейбористской партии, а в 1918 году — Лейбористской партии. В 1919, 1922 и 1924 годах выдвигался от лейбористов в Палату общин, все три раза безуспешно. Изначально поддерживал радикальную версию гильдейского социализма, затем перешёл к реформистскому градуализму и ревизионизму в 1950-х годах.
Боролся за всеобщее образование детей и взрослых. Больше четырёх десятилетий, с 1905 по 1948 год, входил в руководство Образовательной ассоциации рабочих, занимая в ней должности вице-президента (1920—1928; 1944—1948) и президента (1928—1944). В 1922 году написал книгу «Среднее образование для всех» (Secondary Education For All), ставшую манифестом лейбористов в образовательной сфере.

### Научная и преподавательская деятельность
В послевоенные годы начал преподавать в Лондонской школе экономики. В 1926 году принял участие в создании Общества экономической истории и в течение последующих семи лет являлся соредактором журнала «The Economic History Review». С 1931 до отставки в 1949 году профессор Лондонской школы экономики, в этот период преподавательская и научная деятельность стали его основным занятием. В начале 30-х годов дважды посетил Китай, в результате поездок написал книгу «Земля и труд в Китае» (1932). На обратном пути из Китая посетил СССР.
С 1934 года член Британской академии.

## Научный вклад
В Великобритании столетие истории Англии, предшествовавшее Английской революции, принято называть «веком Тоуни», ему он посвятил большинство своих исторических трудов.
В 1941 году в журнале «The Economic History Review» Тоуни опубликовал эпохальную для британской историографии статью «Возвышение джентри, 1558—1640», спровоцировавшую в конце 40 — 50-х годах громкие научные баталии (Storm over the gentry). Вопреки традиционной религиозно-политической интерпретации истории гражданских войн в Англии в середине XVII в., Тоуни обратил свой взор к социально-экономической стороне этих событий. На основе обширных статистических материалов он продемонстрировал упадок в тот период старой английской аристократии, роялистов, выступивших в поддержку короля, и одновременное «возвышение джентри», нового мелкопоместного дворянства, коммерческой буржуазии, сумевшей адаптироваться к развивающимся капиталистическим отношениям. Неизбежный вывод, вытекающий из его рассуждений, состоял в том, что попытки короля остановить эту тенденцию и привели к кровавым событиям середины XVII столетия.
Тоуни не подозревал о том, какой масштаб дискуссии и накал страстей спровоцирует эта небольшая по объему публикация. В 1948 году на страницах того же журнала в его поддержку, но со своей интерпретацией событий, выступил оксфордский историк Л. Стоун. Однако место главного и беспощадного критика концепции «возвышения джентри» в начале 50-х годов занял энергичный британский исследователь Х. Р. Тревор-Ропер. Он подверг жесткой, но весьма субъективной критике статистические подсчеты Тоуни и оспорил выдвинутую им интерпретацию событий. С точки зрения Тревор-Ропера, в конечном счете нельзя было говорить ни об экономическом упадке аристократии, поскольку имелись обратные примеры, ни, тем более, о «возвышении джентри». Напротив, хозяйства значительной части «настоящих» джентри — мелких землевладельцев — находились в плохом состоянии, и именно это толкнуло их на бунт против короны. На протяжении последующих лет в дискуссию оказалось вовлечено множество британских историков, представлявших различные школы и направления.
Сам Тоуни высказался лишь однажды. В 1954 году он опубликовал на страницах того же журнала «Постскриптум» к своей работе 1941 года. Обвинения, выдвинутые в предыдущие годы против его концепции, «отталкивающая резкость», в которую критика в ущерб себе самой порой вырождалась, едва ли были ему приятны. В статье Тоуни философски заметил, что даже заблуждающийся с точки зрения других историков коллега не амаликитянин, чтобы «разбивать его наголову». Со своей стороны, полемизируя с Тревор-Ропером, он представил в работе новые статистические данные в пользу своей концепции «возвышения джентри».

## Основные работы
- The Agrarian Problem in the Sixteenth Century (Аграрная проблема в XVI столетии), 1912
- The Acquisitive Society (Стяжательное общество), 1920
- Secondary Education for All (Среднее образование для всех), 1922
- Education: the Socialist Policy, 1924
- Religion and the Rise of Capitalism, 1926
  - Религия и подъем капитализма: историческое исследование (лекции, посвященные памяти Генри Скотта Холланда, 1922). / Пер. с англ. А. Апполонова и Т. Котельниковой; под научной редакцией А. Апполонова. — М.: Издательский дом «Дело» РАНХиГС, 2023. — 440 с. ISBN 978-5-85006-453-2
- Equality (Равенство), 1931
- Land and Labour in China (Земля и труд в Китае), 1932
- The Rise of the Gentry, 1558—1640. — The Economic History Review, 1941, v. XI, N1, p. 1 — 38.
- Business and Politics under James I: Lionel Cranfield as Merchant and Minister (1958), Cambridge: Cambridge University Press
- The Radical Tradition: Twelve Essays on Politics, Education and Literature (Ортодоксальная традиция: двенадцать эссе о политике, образовании и литературе), 1964